# Internationale Filmfestspiele Berlin 2020
Die 70. Internationalen Filmfestspiele Berlin (Berlinale) fanden vom 20. Februar bis 1. März 2020 statt. Sie standen zum ersten Mal unter der Leitung von Carlo Chatrian und Mariette Rissenbeek, die offiziell am 1. Juni 2019 als Doppelspitze den bisherigen Festivalchef Dieter Kosslick ablösten. Während Chatrian für die künstlerische Leitung zuständig war, übernahm Rissenbeek den Bereich Geschäftsführung. Im Vergleich zu den vorherigen Auflagen wurde der Termin des Filmfestivals auf Ende Februar verschoben, wodurch die Berlinale erstmals seit der Terminierung im Februar kurz nach der Oscarverleihung stattfand. Mit der Weltpremiere des in die Sektion Berlinale Special eingeladenen Spielfilms Mein Jahr in New York von Philippe Falardeau wurde die Berlinale eröffnet.

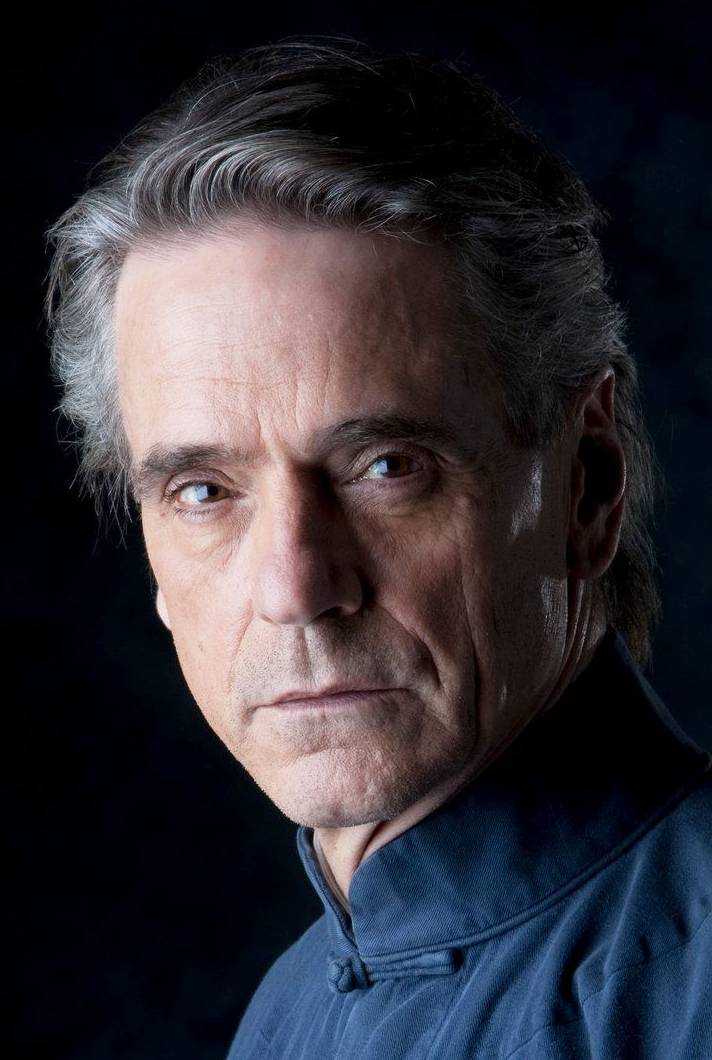
Jurypräsident Jeremy Irons (2014)

Jurypräsident des Wettbewerbs, in dem unter anderem der Goldene Bär für den besten Film des Festivals vergeben wird, war in diesem Jahr der britische Schauspieler Jeremy Irons. Mit dem Hauptpreis wurde die internationale Koproduktion Sheytan vojud nadarad (internationaler Festivaltitel: There Is No Evil / Es gibt kein Böses) von Mohammad Rasulof ausgezeichnet. Eine Teilnahme am Festival war dem iranischen Regisseur nicht möglich, da er nicht aus seinem Heimatland hatte ausreisen dürfen.
Als Moderator der Eröffnungsgala und der Preisverleihung wurde der Schauspieler Samuel Finzi verpflichtet.
Ab Mitte Dezember 2019 wurden erste Filme in den verschiedenen Sektionen des Festivals bekanntgegeben. Das vollständige Programm wurde am 11. Februar 2020 veröffentlicht. Zur 70. Festivalauflage entstand mit Encounters eine neue Wettbewerbssektion. Die Sonderreihen NATIVe (Präsentation indigener Filme) und Kulinarisches Kino wurden abgeschafft. Auch wechselten die Leitungen in den Sektionen Panorama, Berlinale Shorts, Forum und Berlinale Series sowie die Auswahlkomitees für den Internationalen Wettbewerb um den Goldenen Bären und des Forums.
Die britische Schauspielerin Helen Mirren wurde im Rahmen des Festivals mit dem Goldenen Ehrenbären für ihr Lebenswerk sowie einer Hommage aus fünf Filmen geehrt. Die diesjährige Berlinale Kamera ging an die deutsche Filmemacherin Ulrike Ottinger, die ihren neuen Dokumentarfilm Paris Calligrammes als Beitrag in der Sektion Berlinale Special präsentierte.
Ende Januar 2020 entschlossen sich die Veranstalter, die Vergabe des 1987 initiierten Alfred-Bauer-Preises auszusetzen. Durch in der Zeit veröffentlichte Recherchen war bekannt geworden, dass Bauer wahrscheinlich eine bedeutende Position in der NS-Zeit innehatte.
Die Berlinale 2020 hatte ein vorläufiges Jahresbudget von 26 Millionen Euro. Ein Anteil von 8,4 Millionen Euro stammte aus Mitteln der institutionellen Förderung der Bundesbeauftragten für Kultur und Medien.

## Offizielle Sektionen

### Wettbewerb um den Goldenen Bären

#### Internationale Jury
Als Jury-Präsident wurde im Januar 2020 Jeremy Irons präsentiert. Der britische Film- und Theaterschauspieler war erstmals 2011 mit dem Wettbewerbsbeitrag Der große Crash – Margin Call bei der Berlinale zu Gast. 2013 verkörperte Irons die Hauptrolle in dem außer Konkurrenz gezeigten Film Nachtzug nach Lissabon. Er trat bislang in mehr als 90 Film- und Fernsehrollen in Erscheinung, übernahm darin häufig die Rolle des Bösewichts und wurde von der Kritik als „Ikone des internationalen Autorenkinos“ und „Meister der Ambivalenz“ gefeiert.
Irons war wegen früherer umstrittener Äußerungen zur gleichgeschlechtlichen Ehe, Abtreibung und weil er 2009 eine Petition für den mit Vergewaltigungsvorwürfen konfrontierten Filmemacher Roman Polański unterschrieben hatte, in die Kritik geraten. Er hatte sich mehrfach für seine Äußerungen entschuldigt und am Eröffnungstag im Rahmen einer Pressekonferenz unmissverständlich zu Frauenrechten und Diversität bekannt.
Dem Jury-Präsidenten stehen bei der Vergabe der Preise mehrere Jurymitglieder zur Seite, die am 4. Februar 2020 benannt wurden:
- Bérénice Bejo, argentinisch-französische Schauspielerin
- Bettina Brokemper, deutsche Filmproduzentin
- Annemarie Jacir, palästinensische Regisseurin
- Kenneth Lonergan, US-amerikanischer Drehbuchautor und Regisseur
- Luca Marinelli, italienischer Schauspieler
- Kleber Mendonça Filho, brasilianischer Filmkritiker, Regisseur und Programmer

#### Filme
Die Filmauswahl im Wettbewerb wurde am 29. Januar 2020 während einer offiziellen Pressekonferenz von Carlo Chatrian und Mariette Rissenbeek bekanntgegeben. Insgesamt konkurrieren 18 Filme um den Goldenen Bären.
| Filmtitel (Verweistitel)                                                         | Regie                                  | Land                                                   | Darsteller (Auswahl) / Anmerkung |
| -------------------------------------------------------------------------------- | -------------------------------------- | ------------------------------------------------------ | --- |
| Bad Tales – Es war einmal ein Traum (Favolacce)                                  | Damiano D’Innocenzo, Fabio D’Innocenzo | Italien, Schweiz                                       | Elio Germano, Barbara Chichiarelli, Lino Musella, Gabriel Montesi, Max Malatesta                                                                                 |
| Berlin Alexanderplatz                                                            | Burhan Qurbani                         | Deutschland, Niederlande                               | Welket Bungué, Jella Haase, Albrecht Schuch, Joachim Król, Annabelle Mandeng, Nils Verkooijen, Richard Fouofié Djimeli                                           |
| DAU. Natasha (ДАУ. Наташа)                                                       | Ilja Chrschanowski, Jekaterina Oertel  | Deutschland, Ukraine, Vereinigtes Königreich, Russland | Natalja Bereschnaja, Olga Schkabarnja, Wladimir Aschippo, Alexei Blinov, Luc Bigé                                                                                |
| Die Frau, die rannte (도망친 여자) (The Woman Who Ran)                           | Hong Sang-soo                          | Südkorea                                               | Kim Min-hee, Seo Young-hwa, Song Seon-mi, Kim Sae-byuk, Lee Eun-mi, Kwon Hae-hyo, Shin Seok-ho, Ha Seong-guk                                                     |
| Online für Anfänger (Delete History)                                             | Benoît Delépine, Gustave Kervern       | Frankreich, Belgien                                    | Blanche Gardin, Denis Podalydès, Corinne Masiero |
| First Cow                                                                        | Kelly Reichardt                        | USA                                                    | John Magaro, Orion Lee, Toby Jones, Scott Shepherd, Gary Farmer, Lily Gladstone                                                                                  |
| Irradiés (Irradiated)                                                            | Rithy Panh                             | Frankreich, Kambodscha                                 | Dokumentarische Form |
| Niemals Selten Manchmal Immer (Never Rarely Sometimes Always)                    | Eliza Hittman                          | USA                                                    | Sidney Flanigan, Talia Ryder, Théodore Pellerin, Ryan Eggold, Sharon Van Etten                                                                                   |
| The Intruder                                                                     | Natalia Meta                           | Argentinien, Mexiko                                    | Érica Rivas, Nahuel Pérez Biscayart, Daniel Hendler, Cecilia Roth, Guillermo Arengo, Agustín Rittano, Mirta Busnelli                                             |
| Rizi (日子) (Days)                                                               | Tsai Ming-liang                        | Taiwan                                                 | Lee Kang-sheng, Anong Houngheuangsy |
| Wege des Lebens – The Roads Not Taken (The Roads Not Taken)                      | Sally Potter                           | Vereinigtes Königreich                                 | Javier Bardem, Elle Fanning, Salma Hayek, Laura Linney |
| Das Salz der Tränen (Le sel des larmes)                                          | Philippe Garrel                        | Frankreich, Schweiz                                    | Logann Antuofermo, Oulaya Amamra, André Wilms, Louise Chevillotte, Souheila Yacoub                                                                               |
| Schwesterlein (My Little Sister)                                                 | Stéphanie Chuat, Véronique Reymond     | Schweiz                                                | Nina Hoss, Lars Eidinger, Marthe Keller, Jens Albinus, Thomas Ostermeier, Linne-Lu Lungershausen, Noah Tscharland, Isabelle Caillat, Moritz Gottwald, Urs Jucker |
| Sheytan vojud nadarad (شیطان وجود ندارد) (There Is No Evil / Es gibt kein Böses) | Mohammad Rasulof                       | Deutschland, Tschechien, Iran                          | Ehsan Mirhosseini, Shaghayegh Shourian, Kaveh Ahangar, Alireza Zareparast, Salar Khamseh                                                                         |
| Siberia                                                                          | Abel Ferrara                           | Italien, Deutschland, Mexiko                           | Willem Dafoe, Dounia Sichov, Simon McBurney, Cristina Chiriac |
| All die Toten (Todos os mortos)                                                  | Caetano Gotardo, Marco Dutra           | Brasilien, Frankreich                                  | Mawusi Tulani, Clarissa Kiste, Carolina Bianchi, Thaia Perez, Alaíde Costa, Leonor Silveira, Agyei Augusto, Rogério Brito, Thomás Aquino, Andrea Marquee         |
| Undine                                                                           | Christian Petzold                      | Deutschland, Frankreich                                | Paula Beer, Franz Rogowski, Maryam Zaree, Jacob Matschenz |
| Hidden Away                                                                      | Giorgio Diritti                        | Italien                                                | Elio Germano, Pietro Traldi, Orietta Notari, Andrea Gherpelli, Oliver Ewy                                                                                        |

### Berlinale Special Gala
Filme, die bisher außer Konkurrenz liefen, werden künftig als Berlinale Special Gala präsentiert. Die Originalfassung von Der verrückte Professor (1963) wird anlässlich der Übergabe von exklusiven Dokumenten aus dem Nachlass von Jerry Lewis (1926–2017) an die Deutsche Kinemathek in Anwesenheit von dessen Sohn Chris Lewis gezeigt. Bislang bekanntgegebene Filme (inkl. Berlinale Special):
| Filmtitel (Verweistitel)                                                | Regie                              | Land                                                   | Darsteller (Auswahl) / Anmerkung                                                                                        |
| ----------------------------------------------------------------------- | ---------------------------------- | ------------------------------------------------------ | --- |
| The American Sector                                                     | Courtney Stephens, Pacho Velez     | USA                                                    | Dokumentarische Form |
| Charlatan                                                               | Agnieszka Holland                  | Tschechien, Irland, Polen, Slowakei                    | Ivan Trojan, Josef Trojan, Juraj Loj, Jaroslava Pokorná                                                                 |
| Curveball – Wir machen die Wahrheit                                     | Johannes Naber                     | Deutschland                                            | Sebastian Blomberg, Dar Salim, Virginia Kull, Michael Wittenborn, Thorsten Merten, Franziska Brandmeier                 |
| DAU. Degenerazija (DAU. Degeneration)                                   | Ilja Chrschanowski, Ilja Permjakow | Deutschland, Ukraine, Vereinigtes Königreich, Russland | Dokumentarische Form |
| Golda Maria                                                             | Patrick Sobelman, Hugo Sobelman    | Frankreich                                             | Dokumentarische Form |
| High Ground – Der Kopfgeldjäger (High Ground)                           | Stephen Johnson                    | Australien                                             | Simon Baker, Jacob Junior Nayinggul, Jack Thompson, Callan Mulvey, Witiyana Marika, Esmerelda Marimowa                  |
| Hillary                                                                 | Nanette Burstein                   | USA                                                    | Dokumentarische Serie                                                                                                   |
| Last and First Men                                                      | Jóhann Jóhannsson                  | Island                                                 | Dokumentarische Form |
| Minamata                                                                | Andrew Levitas                     | Vereinigtes Königreich                                 | Johnny Depp, Hiroyuki Sanada, Minami, Bill Nighy                                                                        |
| Mein Jahr in New York (My Salinger Year, Eröffnungsfilm)                | Philippe Falardeau                 | Kanada, Irland                                         | Margaret Qualley, Sigourney Weaver, Douglas Booth, Seána Kerslake, Brían F. O’Byrne                                     |
| Nomera (Numbers / Die Zahlen)                                           | Oleh Senzow, Achtem Seitablajew    | Ukraine, Polen, Tschechien, Frankreich                 | Jewhen Tschernykow, Ahata Larionowa, Oleksandr Behma, Maksym Dewisorow, Iryna Mak                                       |
| Onward: Keine halben Sachen (Onward)                                    | Dan Scanlon                        | USA                                                    | Animation |
| Paris Calligrammes                                                      | Ulrike Ottinger                    | Deutschland, Frankreich                                | Weltpremiere; Dokumentarische Form                                                                                      |
| Pinocchio                                                               | Matteo Garrone                     | Italien, Frankreich                                    | Roberto Benigni |
| Der verrückte Professor (1963) (The Nutty Professor)                    | Jerry Lewis                        | USA                                                    | Jerry Lewis, Stella Stevens, Del Moore, Kathleen Freeman, Med Flory, Norman Alden                                       |
| Persian Lessons (Persischstunden)                                       | Vadim Perelman                     | Russland, Deutschland, Weißrussland                    | Nahuel Pérez Biscayart, Lars Eidinger, Jonas Nay, Leonie Benesch, Alexander Beyer, David Schütter, Luisa-Céline Gaffron |
| Police (Night Shift / Bis an die Grenze)                                | Anne Fontaine                      | Frankreich                                             | Omar Sy, Virginie Efira, Grégory Gadebois, Payman Maadi                                                                 |
| Sa-nyang-eui-si-gan (Time to Hunt)                                      | Yoon Sung-hyun                     | Südkorea                                               | Lee Je-hoon, Ahn Jae-hong, Choi Woo-shik, Park Jeong-min, Park Hae-soo                                                  |
| Speer Goes to Hollywood                                                 | Vanessa Lapa                       | Israel                                                 | Dokumentarische Form |
| Yi Zhi You Dao Hai Shui Bian Lan (Swimming Out Till The Sea Turns Blue) | Jia Zhangke                        | Volksrepublik China                                    | Dokumentarische Form |

### Berlinale Series
Als neue Leiterin der Sektion wurde Julia Fidel berufen, die bislang für die Sektion Panorama sowie für das Auswahlkomitee der Generation mitverantwortlich war. Eröffnet werden soll die Sektion mit drei 55-minütigen Folgen der Serie Freud, dem ersten gemeinsamen Projekt des ORF mit dem Streaming-Anbieter Netflix.
- C’est comme ça que je t’aime (Happily Married, Kanada), 2 von 10 Folgen – Regie: Jean-François Rivard (mit François Létourneau, Patrice Robitaille, Marilyn Castonguay, Karine Gonthier-Hydman, Sophie Desmarais)
- Dispatches from Elsewhere (USA), 2 von 10 Folgen – Regie: Jason Segel (mit Jason Segel, Sally Field, Richard E. Grant, Eve Lindley, André Benjamin)
- The Eddy (Frankreich), 2 von 8 Folgen – Regie: Damien Chazelle, Houda Benyamina, Laïla Marrakchi, Alan Poul (mit André Holland, Joanna Kulig, Amandla Stenberg, Tahar Rahim, Leïla Bekhti, Adil Dehbi, Benjamin Biolay)
- Freud (Österreich, Deutschland, Tschechische Republik), 3 von 8 Folgen – Regie: Marvin Kren (mit Robert Finster, Ella Rumpf, Georg Friedrich, Christoph Krutzler, Brigitte Kren, Anja Kling, Philipp Hochmair, Noah Saavedra)
- Mystery Road 2 (Australien), 2 von 6 Folgen – Regie: Warwick Thornton, Wayne Blair (mit Aaron Pedersen, Jada Alberts, Sofia Helin, Callan Mulvey)
- Sex (Dänemark), 6 Folgen – Regie: Amalie Næsby Fick (mit Asta Kamma August, Jonathan Bergholdt Jørgensen, Nina Terese Rask, Sara Fanta Traore)
- Stateless (Australien), 2 von 6 Folgen – Regie: Emma Freeman, Jocelyn Moorhouse (mit Yvonne Strahovski, Jai Courtney, Asher Keddie, Fayssal Bazzi, Dominic West, Cate Blanchett)
- Trigonometry (Vereinigtes Königreich), 5 von 8 Folgen – Regie: Athina Rachel Tsangari, Stella Corradi (mit Ariane Labed, Thalissa Teixeira, Gary Carr)

Die sich an akkreditiertes Fachpublikum richtenden Drama Series Days werden 2020 in Berlinale Series Market umbenannt.

### Encounters
Die neue Wettbewerbssektion Encounters (dt.: „Begegnungen“) soll „ästhetisch und formal ungewöhnliche Werke von unabhängigen Filmemachern“ präsentieren. Es sollen maximal 15 Spiel- oder Dokumentarfilme als Welt- oder internationale Premieren ab einer Laufzeit von 60 Minuten gezeigt werden. Eine dreiköpfige Jury entscheidet über Auszeichnungen für den besten Film, die beste Regie sowie einen Spezialpreis der Jury. Der künstlerische Leiter Carlo Chatrian begründete diesen Schritt damit, dass die technologischen und wirtschaftlichen Entwicklungen „die Grenzen zwischen Spiel- und Dokumentarfilm, Filmessay und Genre, weniger starr und durchlässiger gemacht“ hätten.
Das Programm wurde am 17. Januar 2020 bekanntgegeben. Als Eröffnungsfilm wurde Malmkrog von Cristi Puiu ausgewählt.
| Filmtitel (Verweistitel)                                                                                               | Regie                             | Land                                                                          | Darsteller (Auswahl) / Anmerkung                                                                       |
| --- | --------------------------------- | ----------------------------------------------------------------------------- | --- |
| Los Conductos | Camilo Restrepo                   | Frankreich, Kolumbien, Brasilien                                              | Luis Felipe Lozano, Fernando Úsaga Higuíta                                                             |
| Funny Face | Tim Sutton                        | USA                                                                           | Cosmo Jarvis, Dela Meskienyar, Jonny Lee Miller, Victor Garber, Jeremy Bobb, Rhea Pearlman, Dan Hedaya |
| Gunda | Victor Kossakovsky                | Norwegen, USA                                                                 | Dokumentarische Form                                                                                   |
| Isabella | Matías Piñeiro                    | Argentinien, Frankreich                                                       | María Villar, Agustina Muñoz, Pablo Sigal, Gabi Saidón                                                 |
| Kill It and Leave This Town (Zabij to i wyjedz z tego miasta)                                                          | Mariusz Wilczyński                | Polen                                                                         | Animation                                                                                              |
| Laila aur satt geet (The Shepherdess and the Seven Songs)                                                              | Pushpendra Singh                  | Indien                                                                        | Navjot Randhawa, Sadakkit Bijran, Shahnawaz Bhatt, Ranjit Khajuria, Mohammed Yaseen Mohammed           |
| Die letzte Stadt | Heinz Emigholz                    | Deutschland                                                                   | John Erdman, Jonathan Perel, Young Sun Han, Dorothy Ko, Susanne Sachsse, Laurean Wagner                |
| Malmkrog | Cristi Puiu                       | Rumänien, Serbien, Schweiz, Schweden, Bosnien und Herzegowina, Nordmazedonien | Frédéric Schulz-Richard, Agathe Bosch, Diana Sakalauskaité, Marina Palii, Ugo Broussot, István Téglás  |
| A Metamorfose dos Pássaros (The Metamorphosis of Birds)                                                                | Catarina Vasconcelos              | Portugal                                                                      | Dokumentarische Form                                                                                   |
| Nackte Tiere (Naked Animals)                                                                                           | Melanie Waelde                    | Deutschland                                                                   | Marie Tragousti, Sammy Scheuritzel, Michelangelo Fortuzzi, Luna Baptiste, Paul Michael Stiehler        |
| Orphea | Alexander Kluge, Khavn De La Cruz | Deutschland                                                                   | Lilith Stangenberg, Ian Madrigal                                                                       |
| Shirley | Josephine Decker                  | USA                                                                           | Elisabeth Moss, Michael Stuhlbarg, Odessa Young, Logan Lerman                                          |
| Služobníci (Servants)                                                                                                  | Ivan Ostrochovský                 | Slowakei, Rumänien, Tschechien, Irland                                        | Samuel Skyva, Samuel Polakovič, Vlad Ivanov, Vladimír Strnisko                                         |
| The Trouble with Being Born                                                                                            | Sandra Wollner                    | Österreich, Deutschland                                                       | Lena Watson, Ingrid Burkhard, Dominik Warta, Jana McKinnon                                             |
| The Works and Days (of Tayoko Shiojiri in the Shiotani Basin) (Werke und Tage (der Tayoko Shiojiri im Shiotanibecken)) | C. W. Winter Anders Edström       | USA, Schweden, Japan, Vereinigtes Königreich                                  | Tayoko Shiojiri, Hiroharu Shikata, Ryō Kase, Mai Edström                                               |

### Berlinale Shorts
In der Reihe Berlinale Shorts werden Spiel-, Dokumentar-, Experimental- und Animationsfilme mit einer Maximallänge von 30 Minuten (inkl. Abspann) gezeigt. Internationale Beiträge dürfen vor der Berlinale-Aufführung noch nicht außerhalb ihres Entstehungslandes gezeigt worden sein. Nach Berufung der langjährigen Sektionsleiterin Maike Mia Höhne zur künstlerischen Leiterin des Internationalen KurzFilmFestivals Hamburg übernahm die Programmerin, Moderatorin und Kuratorin Anna Henckel-Donnersmarck ab 1. Juni 2019 die Leitung.
2020 gehören der Internationalen Kurzfilmjury die ungarische Animationsfilmerin Réka Bucsis, die türkische Kuratorin Fatma Çolakoğl und der Filmemacher Lemohang Jeremiah Mosese aus Lesotho an. Neben dem Goldenen Bär für den besten Kurzfilm und dem Silbernen Bär vergibt die Jury eine Nominierung für den Europäischen Kurzfilmpreis und den Audi Short Film Award.
Die Beiträge des Kurzfilmwettbewerbs – 24 Filme aus 18 Ländern – wurden am 14. Januar 2020 bekanntgegeben:
| Filmtitel (Verweistitel)               | Regie                                           | Land                                             | Länge (in min.) |
| -------------------------------------- | ----------------------------------------------- | ------------------------------------------------ | --------------- |
| 2008                                   | Blake Williams                                  | Kanada                                           | 12’             |
| À l’entrée de la nuit                  | Anton Bialas                                    | Frankreich                                       | 19’             |
| Aletsch Negative                       | Laurence Bonvin                                 | Schweiz                                          | 12’             |
| Atkūrimas                              | Laurynas Bareisa                                | Litauen                                          | 13’             |
| Cause of Death                         | Jyoti Mistry                                    | Südafrika, Österreich                            | 20’             |
| Celle qui porte la pluie               | Marianne Métivier                               | Kanada                                           | 17’             |
| A Demonstration                        | Sasha Litvintseva, Beny Wagner                  | Deutschland, Niederlande, Vereinigtes Königreich | 25’             |
| Écume                                  | Omar Elhamy                                     | Kanada                                           | 28              |
| Filipiñana                             | Rafael Manuel                                   | Philippinen, Vereinigtes Königreich              | 24’             |
| Genius Loci                            | Adrien Mérigeau                                 | Frankreich                                       | 16’             |
| Girl and Body                          | Charlotte Mars                                  | Australien                                       | 19’             |
| Gumnaam Din                            | Ekta Mittal                                     | Indien                                           | 29’             |
| HaMa’azin                              | Omer Sterenberg                                 | Israel                                           | 11’             |
| How to Disappear                       | Robin Klengel, Leonhard Müllner, Michael Stumpf | Österreich                                       | 21’             |
| Huntsville Station                     | Jamie Meltzer, Chris Filippone                  | USA                                              | 14’             |
| Inflorescence                          | Nicolaas Schmidt                                | Deutschland                                      | 08’             |
| It Wasn’t the Right Mountain, Mohammad | Mili Pecherer                                   | Frankreich                                       | 29’             |
| My Galactic Twin Galaction             | Sascha Swirski                                  | Russland                                         | 07’             |
| Playback. Ensayo de una despedida      | Agustina Comedi                                 | Argentinien                                      | 14’             |
| So We Live                             | Rand Abou Fakher                                | Belgien                                          | 16’             |
| Stump the Guesser                      | Guy Maddin, Evan Johnson, Galen Johnson         | Kanada                                           | 19’             |
| T                                      | Keisha Rae Witherspoon                          | USA                                              | 14’             |
| Union County                           | Adam Meeks                                      | USA                                              | 14’             |

Außer Konkurrenz:
- Veitstanz/Feixtanz – Regie: Gabriele Stötzer (DDR, 1988, 25’)

### Panorama
Die Leitung der Sektion übernahm Michael Stütz, der zuvor als Programmmanager und Kurator für das Panorama tätig war. Die frühere Sektionsleiterin Paz Lázaro wechselte ins Auswahlkomitee für den Wettbewerb.
Eine erste Auswahl an Dokumentar- und Spielfilmen wurde am 17. Dezember 2019 bekanntgegeben. Als erste Schwerpunkte wurden u. a. „Filmemacher*innen einer aufstrebenden, eigenwilligen Generation“ mit pluralen, postmigrantischen Sichtweisen (Faraz Shariat, Uisenma Borchu, Visar Morina), „aktuelles transnationales Filmschaffen“ (Pari) und die Verfolgung der LGBTQI*-Community (Achtung Lebensgefahr! – LGBT in Tschetschenien) genannt. Das Programm wurde am 21. Januar 2020 ergänzt, wobei die Auswahl von der Sektionsleitung mit „Filmemacher*innen und Protagonist*innen stellen sich gegen Autoritäten“ umschrieben wurde. Nachnominiert wurde der Schweizer Dokumentarfilm Saudi Runaway von Susanne Regina Meures.

#### Spielfilme
| Filmtitel (Verweistitel)                | Regie              | Land                                                                           | Darsteller (Auswahl)                                                                               |
| --------------------------------------- | ------------------ | ------------------------------------------------------------------------------ | -------------------------------------------------------------------------------------------------- |
| Ein Sommer zum Verlieben (A l’abordage) | Guillaume Brac     | Frankreich                                                                     | Éric Nantchouang, Salif Cissé, Édouard Sulpice, Asma Messaoudene, Ana Blagojevic                   |
| The Assistant                           | Kitty Green        | USA                                                                            | Julia Garner, Matthew Macfadyen, Kristine Frøseth, Makenzie Leigh                                  |
| Cidade Pássaro (Shine Your Eyes)        | Matias Mariani     | Brasilien, Frankreich                                                          | O. C. Ukeje, Chukwudi Iwuji, Indira Nascimento, Paulo Andre, Ike Barry                             |
| Un crimen común (A Common Crime)        | Francisco Márquez  | Argentinien, Brasilien, Schweiz                                                | Elisa Carricajo, Cecilia Rainero, Mecha Martínez, Eliot Otazo, Ciro Coien Pardo                    |
| Digger                                  | Georgis Grigorakis | Griechenland, Frankreich                                                       | Vangelis Mourikis, Argyris Pantazaras                                                              |
| Dry Wind (Vento Seco)                   | Daniel Nolasco     | Brasilien                                                                      | Leandro Faria Lelo, Allan Jacinto Santana, Renata Carvalho, Rafael Theophilo                       |
| Eeb Allay Ooo!                          | Prateek Vats       | Indien                                                                         | Shardul Bhardwaj, Shashi Bhushan, Mahender Nath, Naina Sareen, Nitin Goel, Nutan Sinha             |
| Exil (Exile)                            | Visar Morina       | Deutschland, Belgien, Kosovo                                                   | Mišel Matičević, Sandra Hüller, Rainer Bock, Thomas Mraz                                           |
| Futur Drei (No Hard Feelings)           | Faraz Shariat      | Deutschland                                                                    | Benjamin Radjaipour, Banafshe Hourmazdi, Eidin Jalali                                              |
| Hope (Håp)                              | Maria Sødahl       | Norwegen, Schweden                                                             | Andrea Bræin Hovig, Stellan Skarsgård                                                              |
| Wildland                                | Jeanette Nordahl   | Dänemark                                                                       | Sandra Guldberg Kampp, Sidse Babett Knudsen, Joachim Fjelstrup, Elliott Crosset Hove, Besir Zeciri |
| Mare                                    | Andrea Štaka       | Schweiz, Kroatien                                                              | Marija Škaričić, Goran Navojec, Mateusz Kościukiewicz, Mirjana Karanović                           |
| Las Mil y Una (One in a Thousand)       | Clarisa Navas      | Argentinien, Deutschland                                                       | Sofia Cabrera, Ana Carolina Garcia, Mauricio Vila, Luis Molina                                     |
| Minjan (Minyan)                         | Eric Steel         | USA                                                                            | Samuel H. Levine, Ron Rifkin, Christopher McCann, Mark Margolis, Richard Topol                     |
| Mogul Mowgli                            | Bassam Tariq       | Vereinigtes Königreich                                                         | Riz Ahmed                                                                                          |
| One of these Days                       | Bastian Günther    | Deutschland, USA                                                               | Carrie Preston, Joe Cole, Callie Hernandez                                                         |
| Vater – Otac (Otac)                     | Srđan Golubović    | Serbien, Frankreich, Deutschland, Kroatien, Slowenien, Bosnien und Herzegowina | Goran Bogdan, Boris Isaković, Nada Šargin                                                          |
| Pari                                    | Siamak Etemadi     | Griechenland, Frankreich, Niederlande, Bulgarien                               | Melika Foroutan, Shahbaz Noshir, Sofia Kokkali, Argyris Padazaras, Lena Kitsopoulou                |
| Schwarze Milch (Black Milk)             | Uisenma Borchu     | Deutschland, Mongolei                                                          | Gunsmaa Tsogzol, Uisenma Borchu, Terbish Demberel, Franz Rogowski                                  |
| Semina il vento (Sow the Wind)          | Danilo Caputo      | Italien, Frankreich, Griechenland                                              | Yile Yara Vianello, Feliciana Sibilano, Caterina Valente, Espedito Chionna                         |
| Suk Suk                                 | Ray Yeung          | Hongkong, China                                                                | Tai Bo, Ben Yuen, Patra Au Ga Man, Lo Chun Yip, Lam Yiu Sing                                       |
| Surge                                   | Aneil Karia        | Vereinigtes Königreich                                                         | Ben Whishaw, Ellie Haddington, Ian Gelder, Jasmine Jobson                                          |

#### Dokumentarfilme
| Filmtitel (Verweistitel)                                                                         | Regie                           | Land                                                | Mitwirkung                                                                                  |
| ------------------------------------------------------------------------------------------------ | ------------------------------- | --------------------------------------------------- | ------------------------------------------------------------------------------------------- |
| Always Amber                                                                                     | Lia Hietala, Hannah Reinikainen | Schweden                                            |                                                                                             |
| Aufzeichnungen aus der Unterwelt                                                                 | Tizza Covi, Rainer Frimmel      | Österreich                                          | Kurt Girk, Alois Schmutzer                                                                  |
| Bloody Nose, Empty Pockets                                                                       | Bill Ross, Turner Ross          | USA                                                 |                                                                                             |
| Days of Cannibalism                                                                              | Teboho Edkins                   | Frankreich, Südafrika, Niederlande                  |                                                                                             |
| I Dream of Singapore                                                                             | Lei Yuan Bin                    | Singapur                                            |                                                                                             |
| Jetzt oder morgen (Running on Empty)                                                             | Lisa Weber                      | Österreich                                          |                                                                                             |
| Kotlovan (The Foundation Pit)                                                                    | Andrei Grjasew                  | Russland                                            |                                                                                             |
| Nardjes A.                                                                                       | Karim Aïnouz                    | Algerien, Frankreich, Deutschland, Brasilien, Katar |                                                                                             |
| Petite fille (Little Girl)                                                                       | Sébastien Lifshitz              | Frankreich                                          |                                                                                             |
| O reflexo do lago (Amazon Mirror)                                                                | Fernando Segtowick              | Brasilien                                           |                                                                                             |
| Saudi Runaway                                                                                    | Susanne Regina Meures           | Schweiz                                             |                                                                                             |
| Schlingensief – In das Schweigen hineinschreien (Schlingensief – A Voice that Shook the Silence) | Bettina Böhler                  | Deutschland                                         | Christoph Schlingensief, Margit Carstensen, Irm Hermann, Alfred Edel, Udo Kier, Sophie Rois |
| Si c’était de l’amour (If It Were Love)                                                          | Patric Chiha                    | Frankreich                                          | Gisèle Vienne                                                                               |
| Achtung Lebensgefahr! – LGBT in Tschetschenien (Welcome to Chechnya)                             | David France                    | USA                                                 |                                                                                             |

### Forum
Die Filmkritikerin, Autorin und Kuratorin Cristina Nord übernahm am 1. August 2019 die Leitung der Sektion. Sie setzte ein neues Filmauswahlkomitee aus fünf Experten ein.
Die Nebenreihe Forum Expanded wird weiterhin von Stefanie Schulte Strathaus geleitet.
Im Jahr 2020 findet das Forum zum 50. Mal statt. Aus diesem Anlass zeigt die Berlinale das vollständige Programm des Gründungsjahres 1971, verbunden mit einem Rahmenprogramm, das die Bedeutung des ersten Jahres für die Gegenwart und die Entwicklung der Sektion zur Diskussion stellt.

#### Aktuelles Programm
Das Programm wurde am 20. Januar 2020 bekanntgegeben. Als Eröffnungsfilm wurde EL TANGO DEL VIUDO y su espejo deformante von Raúl Ruiz und Valeria Sarmiento ausgewählt. Das aktuelle Programm umfasst 35 Filme, darunter 28 Weltpremieren. Umschrieben wird es mit vielen Beiträgen, die „nach Wegen suchen, zwischen Vergangenheit und Gegenwart […] vermitteln“.
| Filmtitel (Verweistitel) | Regie                                                  | Land                                                      |
| --- | ------------------------------------------------------ | --------------------------------------------------------- |
| Anne at 13,000 ft | Kazik Radwanski                                        | Kanada, USA                                               |
| Anunciaron tormenta (A Storm Was Coming)                                                                                        | Javier Fernández Vázquez                               | Spanien                                                   |
| La casa dell’amore (The House of Love)                                                                                          | Luca Ferri                                             | Italien                                                   |
| Chico ventana también quisiera tener un submarino (Window Boy Would Also Like to Have A Submarine)                              | Alex Piperno                                           | Uruguay, Argentinien, Brasilien, Niederlande, Philippinen |
| Entre perro y lobo | Irene Gutiérrez                                        | Kuba, Spanien                                             |
| Eyimofe (This Is My Desire) | Arie Esiri, Chuko Esiri                                | Nigeria, USA                                              |
| FREM | Viera Čákanyová                                        | Tschechien, Slowakei                                      |
| Generations | Lynne Siefert                                          | USA                                                       |
| Gli appunti di Anna Azzori / Uno specchio che viaggia nel tempo (The Notes of Anna Azzori / A Mirror that Travels through Time) | Constanze Ruhm                                         | Österreich, Deutschland, Frankreich                       |
| Gorod usnul (In Deep Sleep) | Marija Ignatenko                                       | Russland                                                  |
| Grève ou crève (Strike or Die)                                                                                                  | Jonathan Rescigno                                      | Frankreich                                                |
| Ieşirea trenurilor din gară (The Exit of The Trains)                                                                            | Radu Jude, Adrian Cioflâncă                            | Rumänien                                                  |
| Kama fissamaa' kathalika ala al-ard (As Above So Below)                                                                         | Sarah Francis                                          | Libanon                                                   |
| Kunst kommt aus dem Schnabel wie er gewachsen ist                                                                               | Sabine Herpich                                         | Deutschland                                               |
| Lúa vermella (Red Moon Tide) | Lois Patiño                                            | Spanien                                                   |
| Luz nos trópicos (Light in the Tropics)                                                                                         | Paula Gaitán                                           | Brasilien                                                 |
| Maggie’s Farm | James Benning                                          | USA                                                       |
| Medium | Edgardo Cozarinsky                                     | Argentinien                                               |
| Namo (The Alien) | Nader Saeivar                                          | Iran                                                      |
| Oeconomia | Carmen Losmann                                         | Deutschland                                               |
| Ouvertures | The Living and the Dead Ensemble                       | Vereinigtes Königreich, Frankreich                        |
| Petit Samedi | Paloma Sermon-Daï                                      | Belgien                                                   |
| Ping jing (The Calming) | Song Fang                                              | Volksrepublik China                                       |
| Responsabilidad empresarial (Corporate Accountability)                                                                          | Jonathan Perel                                         | Argentinien                                               |
| Seishin 0 (Zero) | Kazuhiro Sōda                                          | Japan, USA                                                |
| EL TANGO DEL VIUDO y su espejo deformante (THE TANGO OF THE WIDOWER And Its Distorting Mirror)                                  | Raúl Ruiz, Valeria Sarmiento                           | Chile                                                     |
| Traverser (After the Crossing)                                                                                                  | Joël Richmond Mathieu Akafou                           | Frankreich, Burkina Faso, Belgien                         |
| The Twentieth Century | Matthew Rankin                                         | Kanada                                                    |
| The Two Sights | Joshua Bonnetta                                        | Kanada, Vereinigtes Königreich                            |
| Uppercase Print (Tipografic majuscul)                                                                                           | Radu Jude                                              | Rumänien                                                  |
| Victoria | Sofie Benoot, Liesbeth De Ceulaer, Isabelle Tollenaere | Belgien                                                   |
| The Viewing Booth | Ra’anan Alexandrowicz                                  | Israel, USA                                               |
| Vil, má (Divinely Evil) | Gustavo Vinagre                                        | Brasilien                                                 |
| Was bleibt I Šta ostaje I What remains (Re-visited)                                                                             | Clarissa Thieme                                        | Deutschland, Österreich, Bosnien und Herzegowina          |
| Zeus Machine. L’invincibile (Zeus Machine. The Invincible)                                                                      | Nadia Ranocchi, David Zamagni                          | Italien                                                   |

#### Jubiläumsprogramm
Das Filmprogramm zum 50. Jahrestag der Sektion Forum. Nachnominiert wurde der deutsche Anti-Kriegsfilm o.k., der 1970 zum Abbruch der Berlinale und nachfolgend auch zur Gründung des Forums führte.
| Filmtitel (Verweistitel) | Regie                                                                                  | Land                    | Erscheinungsjahr | Anmerkung                       |
| --- | -------------------------------------------------------------------------------------- | ----------------------- | ---------------- | ------------------------------- |
| Anaparastasi (Die Rekonstruktion) | Theo Angelopoulos                                                                      | Griechenland            | 1970             |                                 |
| Angela Davis: Portrait of a Revolutionary | Yolande du Luart                                                                       | USA, Frankreich         | 1971             | Dokumentarische Form            |
| El cuarto poder (Die vierte Macht) | Helena Lumbreras, Mariano Lisa                                                         | Spanien                 | 1971             | Dokumentarische Form            |
| El Ghorba (Les passagers) (Die Reisenden) | Annie Tresgot                                                                          | Algerien                | 1971             | Dokumentarische Form            |
| Eldridge Cleaver, Black Panther | William Klein                                                                          | Algerien, Frankreich    | 1970             | Dokumentarische Form            |
| Gishiki (Die Zeremonie) | Nagisa Ōshima                                                                          | Japan                   | 1971             |                                 |
| The Great Chicago Conspiracy Circus (Der große Chicagoer Verschwörungszirkus) | Kerry Feltham                                                                          | Kanada                  | 1970             | Dokumentarische Form            |
| Der große Verhau | Alexander Kluge                                                                        | BRD                     | 1971             |                                 |
| Ich-außen-Objekte | Klaus Bessau                                                                           | BRD                     | 1970/71          | Kurzfilm                        |
| Mare’s Tail | David Larcher                                                                          | Vereinigtes Königreich  | 1969             |                                 |
| Mes voisins (Meine Nachbarn) | Med Hondo                                                                              | Frankreich              | 1971             | Dokumentarische Form            |
| Monangambeee | Sarah Maldoror                                                                         | Algerien                | 1969             | Kurzfilm                        |
| Les mots ont un sens (Die Worte haben einen Sinn) | Chris Marker                                                                           | Frankreich              | 1970             | Kurzfilm / Dokumentarische Form |
| The Murder of Fred Hampton (Die Ermordung Fred Hamptons) | Howard Alk                                                                             | USA                     | 1970             | Dokumentarische Form            |
| Nicht der Homosexuelle ist pervers, sondern die Situation, in der er lebt | Rosa von Praunheim                                                                     | BRD                     | 1971             |                                 |
| o.k. | Michael Verhoeven                                                                      | BRD                     | 1970             |                                 |
| Ossessione (Besessenheit) | Luchino Visconti                                                                       | Italien                 | 1943             |                                 |
| Ostia | Sergio Citti                                                                           | Italien                 | 1970             |                                 |
| Phela ndaba (End of the Dialogue) | Antonia Caccia, Chris Curling, Simon Louvish, Nana Mahomo, Vus Make, Rakhetla Tsehlana | Südafrika               | 1970             | Dokumentarische Form            |
| Eine Prämie für Irene | Helke Sander                                                                           | BRD                     | 1971             |                                 |
| Remparts d’argile (Mauern aus Ton) | Jean-Louis Bertuccelli                                                                 | Frankreich, Algerien    | 1970             |                                 |
| Eine Sache, die sich versteht (15x) | Harun Farocki, Hartmut Bitomsky                                                        | BRD                     | 1971             |                                 |
| Sochaux: 11 Juin 68 | Bruno Muel, Groupe Medvedkine de Sochaux                                               | Frankreich              | 1970             | Kurzfilm / Dokumentarische Form |
| Soleil Ô | Med Hondo                                                                              | Frankreich, Mauretanien | 1967             |                                 |
| Stschastje (Das Glück) | Alexander Medwedkin                                                                    | UdSSR                   | 1935             |                                 |
| W.R. – Misterije Organizma (W.R. – Die Mysterien des Organismus) | Dušan Makavejev                                                                        | Jugoslawien, BRD        | 1971             |                                 |
| Les trois-quarts de la vie (Drei Viertel des Lebens) | Groupe Medvedkine de Sochaux                                                           | Frankreich              | 1970             | Kurzfilm / Dokumentarische Form |
| The Woman’s Film (Der Frauenfilm) | Newsreel Group (Judy Smith, Louise Alaimo, Ellen Sorrin)                               | USA                     | 1970             | Dokumentarische Form            |
| Les yeux ne veulent pas en tout temps se fermer ou Peut-être qu’un jour Rome se permettra de choisir à son tour (Othon) (Die Augen wollen sich nicht zu jeder Zeit schließen oder Vielleicht eines Tages wird Rom sich erlauben seinerseits zu wählen (Othon)) | Jean-Marie Straub, Danièle Huillet                                                     | BRD, Italien            | 1970             |                                 |

### Generation
Diese Berlinale-Sektion zeigt für Kinder und Jugendliche geeignete internationale Filmproduktionen. Zugelassen waren Langfilme mit einer Laufzeit von mindestens 60 Minuten und Kurzfilme mit maximal 20 Minuten Spieldauer, die innerhalb von zwölf Monaten vor Festivalbeginn fertiggestellt wurden. Ausländische Produktionen dürfen vorab auf einem außereuropäischen Festival gezeigt, im Ursprungsland im Fernsehen ausgestrahlt oder über Video-on-Demand vertrieben werden. Europäischen Filmen (ausgenommen deutschen Produktionen) ist es vorab erlaubt, im Ursprungsland, auf einem nationalen Festival bzw. expliziten Kinder- bzw. Jugendfilmfestival veröffentlicht oder eine nationale Kinoauswertung erfahren zu haben. Sektionsleiterin ist Maryanne Redpath. 2020 umfasst die Sektion 59 Wettbewerbsbeiträgen, darunter 29 Weltpremieren und elf Debütfilmen aus 34 Ländern. Der Regisseurinnen-Anteil der eingeladenen Filme beträgt 58 Prozent.
Als Auszeichnung wird je ein Gläserner Bär von einer Kinder- (elf Berliner Kinder im Alter von 11 bis 14 Jahren) und einer Jugendjury (sieben Jugendliche zwischen 14 und 18 Jahren) an einen Spielfilm und eine Dokumentation vergeben. Separat existiert eine internationale Generation-Kplus-Jury, die vom Deutschen Kinderhilfswerk gestiftete Geldpreise für den besten Lang- und Kurzfilm vergibt. Eine weitere internationale Jury vergibt im Auftrag der Bundeszentrale für politische Bildung ebenfalls einen Großen Preis für den besten Langfilm und einen Spezialpreis für den besten Kurzfilm.

#### Generation Kplus
| Filmtitel (Verweistitel)                                           | Regie                              | Land                   | Anmerkung                        |
| ------------------------------------------------------------------ | ---------------------------------- | ---------------------- | -------------------------------- |
| Black Sheep Boy                                                    | James Molle                        | Frankreich             | Kurzfilm / Animation             |
| Death of Nintendo                                                  | Raya Martin                        | Philippinen, USA       |                                  |
| Un diable dans la poche                                            | Antoine Bonnet, Mathilde Loubes    | Frankreich             | Kurzfilm / Animation             |
| Elders                                                             | Tony Briggs                        | Australien             | Kurzfilm / Dokumentarische Form  |
| A Fool God                                                         | Hiwot Admasu Getaneh               | Frankreich             | Kurzfilm                         |
| Das Blubbern von Glück (H Is for Happiness)                        | John Sheedy                        | Australien             | Debütfilm                        |
| Hello Ahma                                                         | Siyou Tan                          | USA                    | Kurzfilm                         |
| The Kites                                                          | Seyed Payam Hosseini               | Iran                   | Kurzfilm                         |
| Der kleine Vogel und die Bienen (The Little Bird and the Bees)     | Lena von Döhren                    | Schweiz                | Kurzfilm / Animation             |
| Lístek (Leaf)                                                      | Aliona Baranova                    | Tschechien             | Kurzfilm / Animation             |
| Los Lobos                                                          | Samuel Kishi Leopo                 | Mexiko                 |                                  |
| Mamá, mamá, mamá (Mum, Mum, Mum)                                   | Sol Berruezo Pichon-Riviére        | Argentinien            |                                  |
| Mignonnes (Cuties)                                                 | Maïmouna Doucouré                  | Frankreich             | Debütfilm                        |
| Mishou                                                             | Milen Vitanov                      | Deutschland, Bulgarien | Kurzfilm / Animation             |
| Money Honey                                                        | Isaac Knights-Washbourn            | Neuseeland             | Kurzfilm                         |
| Mugge & vejfesten (Monty and the Street Party)                     | Anders Morgenthaler Mikael Wulff   | Dänemark               | Animation                        |
| Las niñas (Schoolgirls)                                            | Pilar Palomero                     | Spanien                |                                  |
| El nombre del hijo (The Name of the Son)                           | Martina Matzkin                    | Argentinien            | Kurzfilm                         |
| Ochite mi sini, rokljata sharena (Blue Eyes and Colorful My Dress) | Polina Gumiela                     | Deutschland            | Dokumentarische Form             |
| Onderhuids (Under the Skin)                                        | Emma Branderhorst                  | Niederlande            | Kurzfilm                         |
| Perro                                                              | Lin Sternal                        | Deutschland            | Debütfilm / Dokumentarische Form |
| Qiu shi (Harvest)                                                  | Sun Lijun                          | Volksrepublik China    | Kurzfilm / Animation             |
| Rã (Frogs)                                                         | Ana Flavia Cavalcanti, Julia Zakia | Brasilien              | Kurzfilm                         |
| En route                                                           | Marit Weerheijm                    | Niederlande            | Kurzfilm                         |
| El sghayra (Miss)                                                  | Amira Géhanne Khalfallah           | Algerien, Frankreich   | Kurzfilm                         |
| El silencio del río (The Silence of the River)                     | Francesca Canepa                   | Peru                   | Kurzfilm                         |
| Sthalpuran (Chronicle of Space)                                    | Akshay Indikar                     | Indien                 |                                  |
| Sune – Best Man                                                    | Jon Holmberg                       | Schweden               |                                  |
| Sweet Thing                                                        | Alexandre Rockwell                 | USA                    |                                  |
| toni_with_an_i                                                     | Marco Alessi                       | Vereinigtes Königreich | Kurzfilm                         |
| Die Adern der Welt (Veins of the World)                            | Byambasuren Davaa                  | Deutschland, Mongolei  |                                  |

#### Generation 14plus
| Filmtitel (Verweistitel)                               | Regie                          | Land                                                       | Anmerkung                        |
| ------------------------------------------------------ | ------------------------------ | ---------------------------------------------------------- | -------------------------------- |
| Alice Júnior                                           | Gil Baroni                     | Brasilien                                                  |                                  |
| Babylebbe (Babydyke)                                   | Tone Ottilie                   | Dänemark                                                   | Kurzfilm                         |
| Broken Bird                                            | Rachel Gordon                  | USA                                                        | Kurzfilm                         |
| Clebs                                                  | Halima Ouardiri                | Kanada                                                     | Kurzfilm / Dokumentarische Form  |
| Comrades                                               | Kanas Liu                      | Hongkong / China                                           | Kurzfilm / Dokumentarische Form  |
| La déesse des mouches à feu (Goddess of the Fireflies) | Anaïs Barbeau-Lavalette        | Kanada                                                     |                                  |
| The Earth Is Blue as an Orange                         | Iryna Zilyk                    | Ukraine, Litauen                                           | Dokumentarische Form             |
| The Flame                                              | Nick Waterman                  | Australien                                                 | Kurzfilm / Dokumentarische Form  |
| Goodbye Golovin                                        | Mathieu Grimard                | Kanada                                                     | Kurzfilm                         |
| Grevillea                                              | Jordan Giusti                  | Australien                                                 | Kurzfilm                         |
| Hot Mother                                             | Lucy Knox                      | Neuseeland                                                 | Kurzfilm                         |
| Irmã (Sisters in the End of the World)                 | Luciana Mazeto, Vinícius Lopes | Brasilien                                                  |                                  |
| Jumbo                                                  | Zoé Wittock                    | Frankreich, Belgien, Luxemburg                             |                                  |
| Kaze no Denwa (Voices in the Wind)                     | Nobuhiro Suwa                  | Japan                                                      |                                  |
| Kokon                                                  | Leonie Krippendorff            | Deutschland                                                |                                  |
| Le mal du siècle (The Great Malaise)                   | Catherine Lepage               | Kanada                                                     | Kurzfilm / Animation             |
| Meu nome é Bagdá (My Name is Baghdad)                  | Caru Alves de Souza            | Brasilien                                                  |                                  |
| Något att minnas (Something to remember)               | Niki Lindroth von Bahr         | Schweden                                                   | Kurzfilm / Animation             |
| Our Lady of the Nile                                   | Atiq Rahimi                    | Frankreich                                                 |                                  |
| Palazzo di Giustizia (Ordinary Justice)                | Chiara Bellosi                 | Italien, Schweiz                                           |                                  |
| Panteres (Panthers)                                    | Èrika Sánchez                  | Spanien                                                    | Kurzfilm                         |
| Paradise Drifters                                      | Mees Peijnenburg               | Niederlande                                                | Debütfilm                        |
| Pompei (Pompéi)                                        | Anna Falguères, John Shank     | Belgien, Frankreich, Kanada                                |                                  |
| Progresso Renaissance                                  | Marta Anatra                   | Italien, Frankreich                                        | Kurzfilm / Dokumentarische Form  |
| White Riot                                             | Rubika Shah                    | Vereinigtes Königreich                                     | Debütfilm / Dokumentarische Form |
| White Winged Horse                                     | Mahyar Mandegar                | Iran                                                       | Kurzfilm                         |
| Who Can Predict What Will Move You                     | Livia Huang                    | USA                                                        | Kurzfilm                         |
| Yalda (Yalda, la nuit du pardon, auch nur Yalda)       | Massoud Bakhshi                | Frankreich, Deutschland, Schweiz, Luxemburg, Libanon, Iran |                                  |

### Perspektive Deutsches Kino
Die auf Anregung von Dieter Kosslick 2002 entstandene Sektion Perspektive Deutsches Kino präsentiert sowohl kurze als auch lange Spiel-, Dokumentar- und Experimentalfilme von deutschen Nachwuchsfilmemachern mit einer Mindestlänge von 20 Minuten. Sie richtet sich an talentierte Regisseure, die am Beginn ihrer Laufbahn stehen. Eine vorherige Teilnahme der Beiträge an einem Filmfestival ist kein Ausschlusskriterium. Sektionsleiterin Linda Söffker, die aus über 200 eingereichten Beiträgen eine Auswahl traf, umriss das Programm mit „agierende Frauen, die in kleinen und großen Zusammenhängen die Geschicke der Welt bewegen und ihre eigene Vorstellung von Heimat haben“. Als Premierenkino für die Sektion fungiert 2020 erstmals das Kino International.
Unter den Beiträgen werden der Kompass-Perspektive-Preis (dotiert mit 5.000 Euro, Jury: Mia Spengler, Bernd Lange und Melanie Andernach), „Kompagnon“-Förderpreis (Stipendium von 5.000 Euro / 2.500 Euro für Kurzfilme) und der Heiner-Carow-Preis vergeben.
Die bislang bekanntgegebenen Beiträge:
Spielfilme:
- Ein Fisch, der auf dem Rücken schwimmt – Regie: Eliza Petkova (mit Nina Schwabe, Theo Trebs, Henning Kober, Anna Manolova, Márton Nagy, Leon Ullrich)
- Im Feuer – Regie: Daphne Charizani (mit Almila Bagriacik, Zübeyde Bulut, Maryam Boubani, Christoph Letkowski, Lucas Prisor, Gonca de Haas)
- Kids Run – Regie: Barbara Ott (mit Jannis Niewöhner, Lena Tronina, Eline Doenst, Giuseppe Bonvissuto, Carol Schuler, Sascha Alexander Geršak, Oliver Konietzny)
- Schlaf – Regie: Michael Venus (mit Gro Swantje Kohlhof, Sandra Hüller, August Schmölzer, Marion Kracht, Agata Buzek)

Dokumentarfilme:
- Automotive – Regie: Jonas Heldt
- Garagenvolk – Regie: Natalija Yefimkina
- Out of Place – Regie: Friederike Güssefeld (Gastbeitrag der Sektion)
- Wagenknecht – Regie: Sandra Kaudelka (mit Sahra Wagenknecht)
- Walchensee Forever – Regie: Janna Ji Wonders

### Retrospektive und Berlinale Classics
Der amerikanische Regisseur, Produzent und Drehbuchautor King Vidor (1894–1982) wird im Zentrum der Retrospektive stehen. Rainer Rother, Künstlerischer Direktor der Deutschen Kinemathek – Museum für Film und Fernsehen und Leiter der Retrospektive, erläuterte die Wahl: „Anhand von King Vidors Werk lässt sich nicht nur die Geschichte Hollywoods über 50 Jahre hinweg nachvollziehen, sondern auch die der Vereinigten Staaten in jenem Zeitraum: Von Anfang an griff Vidor in seinen Filmen bedeutende Ereignisse und aktuelle politische Entwicklungen vom Ersten Weltkrieg über die Weltwirtschaftskrise bis zum New Deal auf.“ Carlo Chatrian über Kings Bedeutung für die Filmgeschichte, aber auch die Gegenwart: „King Vidor war überzeugt von der Menschlichkeit, die das Kino seinem Publikum vermitteln kann, und hat zu diesem Zweck immer wieder neue filmische Mittel entwickelt. Das macht ihn heute – vielleicht mehr als andere Altmeister, deren Stil klar identifizierbar ist, – zu einer Inspirationsquelle für all diejenigen, die unsere sich rapide verändernde Welt erzählen möchten.“
Daneben werden in der Reihe Berlinale Classics neue Restaurierungen von Filmklassikern und wiederentdeckte Werke ins Programm genommen. Als Eröffnungsfilm für den 21. Februar 2019 wurde die digital restaurierte Fassung von Paul Lenis Stummfilmklassiker Das Wachsfigurenkabinett (1924) ausgewählt.

## Sektionsübergreifende Jurypreise
Berlinale Dokumentarfilmpreis
Die mit 40.000 Euro dotierte Auszeichnung wird sektionsübergreifend vom Rundfunk Berlin-Brandenburg (rbb) gestiftet und an einen Dokumentarfilmbeitrag vergeben. Die dreiköpfige Jury besteht aus dem deutschen Filmemacher und -produzenten Gerd Kroske, der französisch-amerikanischen Filmemacherin und Kuratorin Marie Losier sowie der kanadischen Filmemacherin, Sängerin, Künstlerin und Aktivistin Alanis Obomsawin.
2020 sind 21 Filme aus den Sektionen Wettbewerb (1 Film), Berlinale Special (3), Encounters (2), Panorama und Forum (je 6), Generation (1) sowie Perspektive Deutsches Kino (2) nominiert:
1. Always Amber (Panorama)
2. The American Sector (Berlinale Special)
3. Anunciaron tormenta (Forum)
4. Aufzeichnungen aus der Unterwelt (Panorama)
5. Automotive (Perspektive Deutsches Kino)
6. La casa dell’amore (Forum)
7. Days of Cannibalism (Panorama)
8. Grève ou crève (Forum)
9. Gunda (Encounters)
10. Irradiés (Wettbewerb)
11. Jetzt oder morgen (Panorama)
12. Medium (Forum)
13. A Metamorfose dos Pássaros (Encounters)
14. Perro
15. Petite fille (Panorama)
16. O reflexo do lago (Panorama)
17. Responsabilidad empresarial (Forum)
18. Speer Goes to Hollywood (Berlinale Special)
19. Victoria (Forum)
20. Walchensee Forever (Perspektive Deutsches Kino)
21. Yi Zhi You Dao Hai Shui Bian Lan (Berlinale Special)

GWFF Preis Bester Erstlingsfilm
Die mit 50.000 Euro dotierte Auszeichnung wird seit 2006 sektionsübergreifend von der Gesellschaft zur Wahrnehmung von Film- und Fernsehrechten (GWFF) gestiftet und an einen Debütfilm vergeben. Die dreiköpfige Jury besteht aus dem serbischen Regisseur und Autor Ognjen Glavonić, der ägyptischen Regisseurin, Produzentin und Filmkollektiv-Gründerin Hala Lotfy sowie dem spanischen Programmer und Filmwissenschaftler Gonzalo de Pedro Amatria.
2020 sind 21 Filme aus den Sektionen Encounters (3 Filme), Panorama (8), Forum (4), Generation (4) und der Perspektive Deutsches Kino (2) nominiert:
1. Chico ventana también quisiera tener un submarino (Forum)
2. Cidade Pássaro (Panorama)
3. Los Conductos (Encounters)
4. Digger (Panorama)
5. Eyimofe (Nigeria)
6. Futur Drei (Panorama)
7. Gorod usnul (Forum)
8. Kids Run (Perspektive Deutsches Kino)
9. Irmã (Generation)
10. Wildland (Panorama)
11. Mamá, mamá, mamá (Generation)
12. Minjan (Panorama)
13. Mogul Mowgli (Panorama)
14. Nackte Tiere (Encounters)
15. Namo (Forum)
16. Las niñas (Generation)
17. Palazzo di Giustizia (Generation)
18. Pari (Panorama)
19. Schlaf (Perspektive Deutsches Kino)
20. Vento Seco (Panorama)
21. Zabij to i wyjedz z tego miasta (Encounters)

## Preisträger
Internationaler Wettbewerb

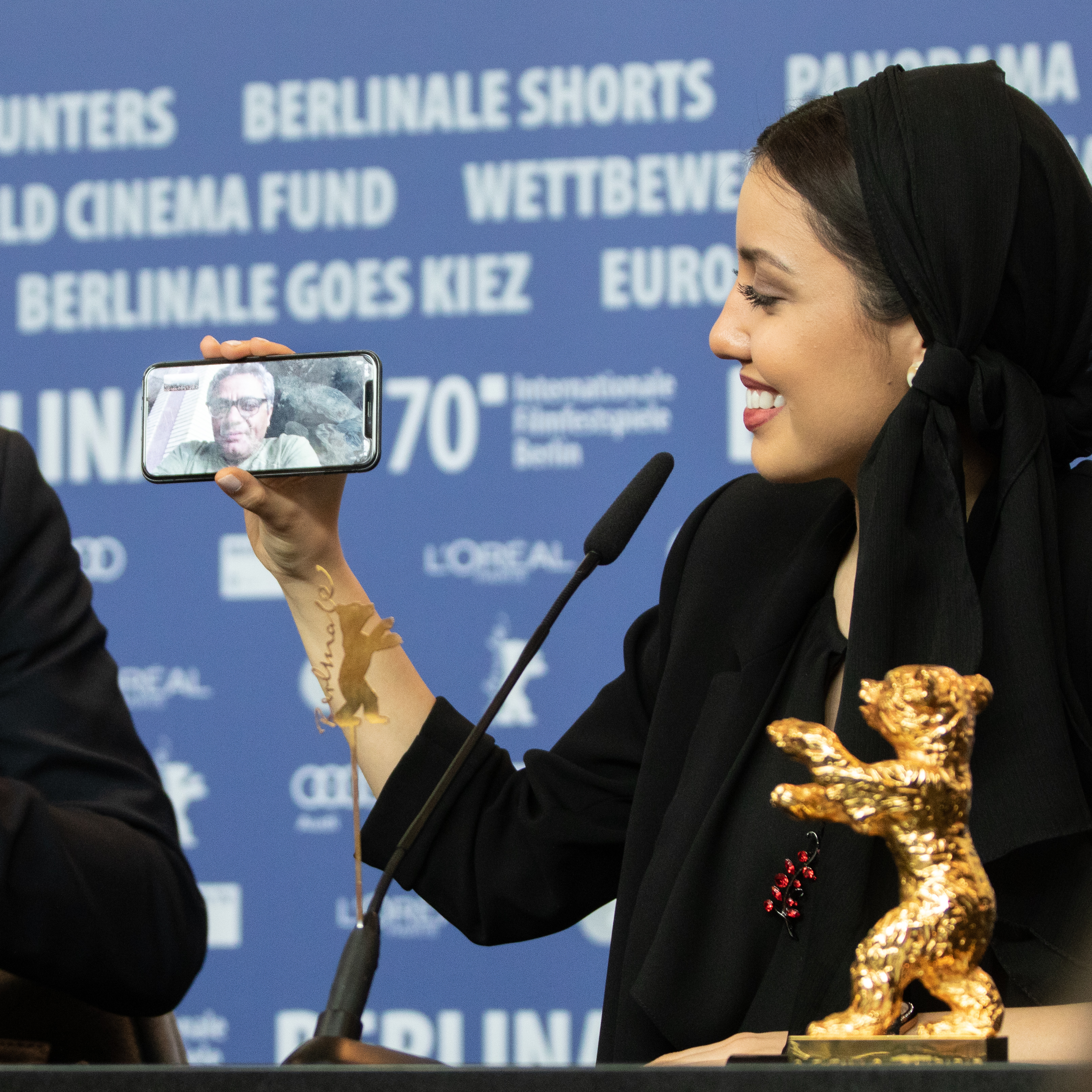
Mohammad Rasulof (zugeschaltet via Video-Chat), Tochter Baran Rasulof und die gewonnene Berlinale-Trophäe

- Goldener Bär – Sheytan vojud nadarad (شیطان وجود ندارد) von Mohammad Rasulof
- Silberner Bär – Großer Preis der Jury – Niemals Selten Manchmal Immer (Never Rarely Sometimes Always) von Eliza Hittman
- Silberner Bär – 70. Berlinale – Online für Anfänger von Benoît Delépine und Gustave Kervern
- Silberner Bär – Beste Regie – Hong Sang-soo für Die Frau, die rannte
- Silberner Bär – Beste Darstellerin – Paula Beer für Undine
- Silberner Bär – Bester Darsteller – Elio Germano für Hidden Away
- Silberner Bär – Bestes Drehbuch – Damiano und Fabio D’Innocenzo für Bad Tales – Es war einmal ein Traum (Favolacce)
- Silberner Bär – Herausragende künstlerische Leistung – Jürgen Jürges für DAU. Natasha

Berlinale Shorts
- Goldener Bär für den besten Kurzfilm – Keisha Rae Witherspoon für T
- Silberner Bär – Preis der Jury: Filipiñana von Rafael Manuel
- Audi Short Film Award: Genius Loci von Adrien Mérigeau
- Berlin Short Film Candidate For The European Film Awards: It Wasn’t the Right Mountain, Mohammad von Mili Pecherer

Encounters
- Bester Film: The Works and Days (of Tayoko Shiojiri in the Shiotani Basin) von C.W. Winter, Anders Edström
- Beste Regie: Malmkrog von Cristi Puiu
- Spezialpreis der Jury: The Trouble with Being Born von Sandra Wollner
- Lobende Erwähnung: Isabella von Matías Piñeiro

Dokumentarfilm
- Bester Dokumentarfilm: Irradiés (Irradiated) von Rithy Panh
- Lobende Erwähnung: Aufzeichnungen aus der Unterwelt (Notes from the Underworld) von Tizza Covi, Rainer Frimmel

Erstlingsfilm
- Bester Erstlingsfilm: Los conductos von Camilo Restrepo
- Lobende Erwähnung: Nackte Tiere von Melanie Waelde

Generation
- Generation 14plus:[46]
  - Gläserner Bär für den besten Film: Our Lady of the Nile – Regie: Atiq Rahimi
    - Lobende Erwähnung: White Riot – Regie: Rubika Shah

  - Gläserner Bär für den besten Kurzfilm: Clebs (Mutts) – Regie: Halima Ouardiri
    - Lobende Erwähnung: Goodbye Golovin – Regie: Mathieu Grimard

  - Preise der Bundeszentrale für politische Bildung:
    - Großer Preis der Internationalen Jury für den besten Film: Meu nome é Bagdá (My Name Is Baghdad) – Regie: Caru Alves de Souza
      - Lobende Erwähnung: Kaze no Denwa (Voices in the Wind) – Regie: Nobuhiro Suwa

    - Spezialpreis der Internationalen Jury für den Besten Kurzfilm: Clebs (Mutts) – Regie: Halima Ouardiri
      - Lobende Erwähnung: White Winged Horse – Regie: Mahyar Mandegar

Ehrenpreise
- Hommage und Goldener Ehrenbär: Helen Mirren

- In der Hommage wurden folgende Filme gezeigt:
  - Der Koch, der Dieb, seine Frau und ihr Liebhaber
  - The Good Liar – Das alte Böse
  - Ein russischer Sommer
  - Rififi am Karfreitag ((The Long Good Friday))
  - Die Queen

- Berlinale Kamera: Ulrike Ottinger

Unabhängige Jurys
- Preis der Ökumenischen Jury: Sheytan vojud nadarad (شیطان وجود ندارد) von Mohammad Rasulof (Wettbewerb), Vater – Otac (Otac) von Srđan Golubović (Panorama), Seishin 0 von Kazuhiro Sōda (Forum)
- FIPRESCI-Preis: Undine von Christian Petzold (Wettbewerb), Mogul Mowgli von Bassam Tariq (Panorama), The Twentieth Century von Matthew Rankin (Forum)
- Teddy Award: Futur Drei (No Hard Feelings) von Faraz Shariat (Spielfilm), Si c’était de l’amour (If It Were Love) von Patric Chiha (Dokumentar-/Essayfilm), Playback. Ensayo de una despedida (Playback) von Agustina Comedi (Kurzfilm), Rizi (Days) von Tsai Ming-liang (Jury Award), Olga Baranova, Maxim Lapunov, David Isteev (Teddy Activist Award)
- Gilde-Filmpreis: Sheytan vojud nadarad von Mohammad Rasulof
- CICAE-Preis: Digger von Georgis Grigorakis (Panorama), Ping jing (The Calming) von Song Fang (Forum)
- Label Europa Cinemas: Hope von Maria Sødahl
- Panorama Publikumspreis
  - Bester Spielfilm: Vater – Otac (Otac) von Srđan Golubović
  - Bester Dokumentarfilm: Achtung Lebensgefahr! – LGBT in Tschetschenien von David France
- Caligari-Filmpreis: Victoria von Sofie Benoot, Liesbeth De Ceulaer, Isabelle Tollenaere
- Friedensfilmpreis: Los Lobos (Die Wölfe) von Samuel Kishi Leopo
- Amnesty-International-Filmpreis: Achtung Lebensgefahr! – LGBT in Tschetschenien von David France
- Heiner-Carow-Preis der DEFA-Stiftung: Garagenvolk von Natalija Yefimkina
- Leserpreis der Berliner Morgenpost: Online für Anfänger von Benoît Delépine, Gustave Kervern (Wettbewerb)
- Leserpreis des Tagesspiegels: Chico ventana también quisiera tener un submarino (Window Boy Would Also Like to Have a Submarine) von Alex Piperno (Forum)
- Kompass-Perspektive-Preis: Walchensee Forever von Janna Ji Wonders
- Kompagnon-Förderpreise: 111 von Hristiana Raykova (Perspektive Deutsches Kino 2019), Arctic Link von Ian Purnell (Berlinale Talents)
- ARTEKino International Prize: The Melting von Veerle Baetens produziert von Savage Film
- Eurimages Co-Production Development Award: Liman Film / b.i.t arts für There Are Two Kinds of People in This World (Regie: Onur Saylak)
- VFF Talent Highlight Award: Produzent Jón Hammer für The Last Paradise on Earth (Regie: Sakaris Stórá)